# Smithville, Mississippi
Smithville là một thành phố thuộc quận Monroe, tiểu bang Mississippi, Hoa Kỳ. Năm 2010, dân số của thành phố này là 942 người.

## Dân số
- Dân số năm 2000: 882 người.
- Dân số năm 2010: 942 người.